# バンドギャップ
バンドギャップ（英語: band gap、禁止帯、禁制帯）とは、広義の意味は、結晶のバンド構造において電子が存在できない領域全般を指す。
ただし半導体、絶縁体の分野においては、バンド構造における電子に占有された最も高いエネルギーバンド（価電子帯）の頂上から、最も低い空のバンド（伝導帯）の底までの間のエネルギー準位（およびそのエネルギーの差）を指す。
E-k空間上において電子はこの状態を取ることができない。バンドギャップの存在に起因する半導体の物性は半導体素子において積極的に利用されている。

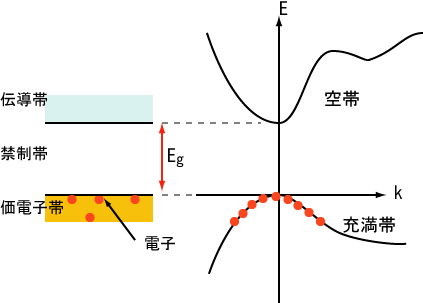
半導体のバンド構造の模式図。Eは電子の持つエネルギー、kは波数。Egがバンドギャップ。半導体（や絶縁体）では「絶対零度で電子が入っている一番上のエネルギーバンド」が電子で満たされており（価電子帯）、その上に禁制帯を隔てて空帯がある（伝導帯）。

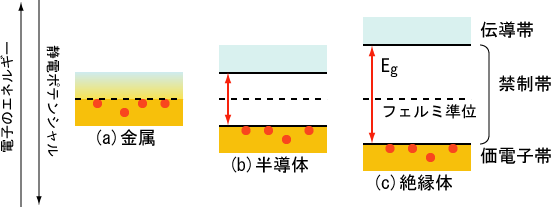
金属、および半導体・絶縁体のバンド構造の簡単な模式図(k空間無視)

バンドギャップを表現する図は、E-k空間においてバンドギャップ周辺だけに着目した図、さらにk空間を無視してエネルギー準位だけを表現した図も良く用いられる。

## 半導体におけるバンドギャップ
電子がバンドギャップを越えて価電子帯と伝導帯の間を遷移するには、バンドギャップ幅以上の大きさのエネルギー（光や熱）を吸収または放出する必要がある。半導体素子においてはこのようなバンドギャップ周辺での電子の遷移を制御することによって、様々な機能を実現している。
バンドギャップはE-k空間上におけるバンド間の隙間であるため、バンドギャップを越えて遷移するには、エネルギー(E)だけでなく、波数(k)も合わせる必要がある。波数が変化しない遷移（直接遷移）ならば光だけで遷移可能である。波数が異なる遷移（間接遷移）の場合、格子振動との相互作用を介する遷移となる。
バンドギャップが大きい物質は光子によって電子が励起されにくくそのまま光子が通過するため、可視光波長域のエネルギー以上に大きなバンドギャップを持つ物質は透明になる。
バンドギャップの大きさ（禁制帯幅）を表す単位としては通常、電子ボルト(eV)が用いられる。例えばシリコンのバンドギャップは約1.2 eV、ヒ化ガリウムでは約1.4 eV、ワイドギャップ半導体の窒化ガリウムでは約3.4 eVである。物質内部で伝導に寄与する全電子のポテンシャルエネルギーが1eV変化することは、物質全体の電位が1 V変化することに相当する。バンドギャップの大きさは、PN接合などを動作させる時に必要な印加電圧に大きく影響する。たとえばシリコンのダイオードは通常0.6～0.7 V程度で動作するが、窒化ガリウムの青色発光ダイオードを動作させるには、3 Vを越える電圧を供給する必要がある（PN接合の項も参照）。

## 類義語
似た用語としてエネルギーギャップ(energy gap)がある。固体電子論（バンド理論）では、バンド構造におけるバンドとバンドの間の隙間を指す（広義のバンドギャップとほぼ同じ意味合いとなる）が、それ以外の意味をもつ場合がある（例：超伝導におけるエネルギーギャップなど）。

## 理論計算
バンド計算における局所密度近似では、バンドギャップは実験値と比べると常に過小評価され、実験値と一致しない（例：シリコンのバンドギャップの実験値は、1.17 eV、これに対しLDAにおけるバンドギャップは、0.4～0.5 eV程度の値となる←常に過小評価となるが、系によりその程度は異なる）。
この過小評価の問題を解決する方法（LDAを越える試み）としては、自己相互作用補正、GW近似などがある。

## 温度による影響
半導体のバンドギャップエネルギーは温度が上昇することで減少する傾向がある。温度が上昇する際、原子振動の振幅が増加し、原子同士の間隔がより大きくなる。格子のフォノンおよび自由電子、正孔における相互作用もまた、より小さな範囲でバンドギャップに影響を及ぼす。バンドギャップと温度の関係はVarshniの経験式によって記述される。
{\displaystyle E_{\mathrm {g} }(T)=E_{\mathrm {g} }(0)-{\frac {\alpha T^{2}}{T+\beta }}}
Eg(0)、α、βは材料に由来する定数、Tは温度である。

## 数学的解釈
古典的に、エネルギー差ΔEを持つ2つのバンドが電子によって占有される可能性の比率はボルツマン因子 (en:Boltzmann factor)によって与えられる。
{\displaystyle \exp {\left(-{\frac {\Delta E}{kT}}\right)}}
ΔE＝エネルギー差、k＝ボルツマン定数、T＝温度
フェルミ準位または化学ポテンシャルにおいて占有される可能性は50%である。フェルミ準位が1 eVのバンドギャップ中にあるならば、25.9 meVの室温の熱エネルギーを受ける状態において、その比率はe−20もしくはおよそ2.0−9である。

## バンドギャップの一覧
| 素材                     | 分子記号 | バンドギャップ (eV) （302K） | 出典  |
| ------------------------ | -------- | ---------------------------- | ----- |
| ケイ素                   | Si       | 1.11                         | [ 3 ] |
| セレン                   | Se       | 1.74                         |       |
| ゲルマニウム             | Ge       | 0.67                         | [ 3 ] |
| 炭化ケイ素               | SiC      | 2.86                         | [ 3 ] |
| リン化アルミニウム       | AlP      | 2.45                         | [ 3 ] |
| ヒ化アルミニウム         | AlAs     | 2.16                         | [ 3 ] |
| アンチモン化アルミニウム | AlSb     | 1.6                          | [ 3 ] |
| 窒化アルミニウム         | AlN      | 6.3                          |       |
| ダイアモンド             | C        | 5.5                          |       |
| リン化ガリウム           | GaP      | 2.26                         | [ 3 ] |
| ヒ化ガリウム             | GaAs     | 1.43                         | [ 3 ] |
| 窒化ガリウム             | GaN      | 3.4                          | [ 3 ] |
| 酸化ガリウム             | β-Ga2O3  | 4.5～4.9                     |       |
| 硫化ガリウム             | GaS      | 2.5                          |       |
| アンチモン化ガリウム     | GaSb     | 0.7                          | [ 3 ] |
| 窒化インジウム           | InN      | 0.7                          | [ 4 ] |
| リン化インジウム         | InP      | 1.35                         | [ 3 ] |
| ヒ化インジウム           | InAs     | 0.36                         | [ 3 ] |
| 酸化亜鉛                 | ZnO      | 3.37                         |       |
| 硫化亜鉛                 | ZnS      | 3.6                          | [ 3 ] |
| セレン化亜鉛             | ZnSe     | 2.7                          | [ 3 ] |
| テルル化亜鉛             | ZnTe     | 2.25                         | [ 3 ] |
| 硫化カドミウム           | CdS      | 2.42                         | [ 3 ] |
| セレン化カドミウム       | CdSe     | 1.73                         | [ 3 ] |
| テルル化カドミウム       | CdTe     | 1.49                         | [ 5 ] |
| 硫化鉛                   | PbS      | 0.37                         | [ 3 ] |
| セレン化鉛               | PbSe     | 0.27                         | [ 3 ] |
| テルル化鉛               | PbTe     | 0.29                         | [ 3 ] |
| 酸化銅(II)               | CuO      | 1.2                          | [ 6 ] |
| 酸化銅(I)                | Cu2O     | 2.1                          | [ 7 ] |
| 酸化マグネシウム         | MgO      | 7.8                          |       |
| 酸化アルミニウム         | α-Al2O3  | 〜8.8                        |       |
| 二酸化ケイ素             | SiO2     | 8.95                         |       |
| 酸化ベリリウム           | BeO      | 10.6                         |       |